# استاکیسم

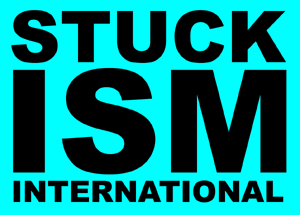
نماد استاکیسم بین‌الملل

استاکیسم (به انگلیسی: Stuckism) یک جنبش هنری بین‌المللی است که توسط چارلز تامسون و بیلی چایلدیش در سال ۱۹۹۹ و با انتشار بیانیه استاکیست‌ها بنیان گذاشته شد. این بیانیه بیانگر دیدگاه‌های اصلی جنبش می‌باشد که مهم‌ترین آن ترفیع نقاشی فیگوراتیو در مقابل هنر مفهومی است. در این بیانیه همچنین از نقاشی به عنوان وسیله‌ای برای خودشناسی، برقراری ارتباط و بیان احساسات، تجربیات و اندیشه‌ها یاد شده‌است.
اولین گروه استاکیسم در شهر لندنِ بریتانیا و با ۱۳ عضو فعالیت خود را شروع کرد و تا سال ۲۰۱۶ این جنبش به ۲۳۶ گروه در ۵۲ کشور گسترش یافته‌است. علاوه بر نقاشی که زمینهٔ اصلی فعالیت استاکیست‌ها می‌باشد، بعضی از آن‌ها در دیگر رشته‌های هنری از جمله عکاسی، مجسمه‌سازی، فیلم و کلاژ نیز فعالیت دارند.

## نام
«استاک» (Stuck) که به معنی «گیر کرده» یا «از رده خارج» می‌باشد، توسط چارلز تامسون بر اساس یکی از شعرهای بیلی چایلدیش و به طعنه انتخاب شده‌است. در شعر چایلدیش نقل قولی از دوست‌دختر سابقش، تریسی اِمین آمده‌است که او و نقاشی‌هایش را از رده خارج می‌خواند:
نقاشی‌هایت از رده خارج‌اند،
خودت از رده خارجی!

از رده خارج! از رده خارج! از رده خارج!

## بیانیه‌ها
اولین بیانیهٔ استاکیسم، استاکیست‌ها، که در سال ۱۹۹۹ توسط تامسون و چایلدیش نوشته شده‌است بیانگر دیدگاه‌های اصلی این جنبش می‌باشد که از مهم‌ترین آن‌ها می‌توان به ترویج نقاشی به جای هنرهای مفهومی اشاره کرد. همچنین در این بیانیه بر ارزش نقاشی به عنوان وسیله‌ای برای خودشناسی و برقراری ارتباط و نیز اهمیت استفاده از آن برای بیان احساسات، تجربیات و اندیشه‌ها تأکید شده‌است.
در سال ۲۰۰۰ تامسون و چایلدیش، بازنوگرایی، یکی دیگر از بیانیه‌های مهم این جنبش را منتشر کردند که هدف اصلی آن احیای معنویت در هنر از طریق جایگزین کردن بازنوگرایی به جای پسانوگرایی است. دیگر بیانیه‌ها شامل نامه‌ای سرگشاده به سِر نیکلاس سِرُتا، راهنمایی‌های کاربردی، ضدضدهنر، نویسندهٔ کاپوچینویی و حماقت نویسندگی معاصر، جایزهٔ ترنر، فرتوت‌شدن نقد و همچنین انتقاد استاکیستی از دیمین هرست می‌باشند.

## جنبش بین‌المللی

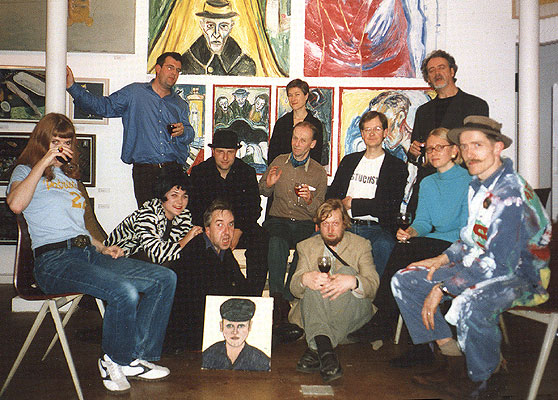
اعضای اولین گروه استاکیسم در نمایشگاه جایزهٔ ترنر واقعی، نگارخانهٔ پیور، لندن (۲۰۰۰)

نخستین گروه استاکیسم در سال ۱۹۹۹ و در شهر لندن با ۱۳ عضو تشکیل شد. در سال ۲۰۰۰ رگان تامانویی نخستین گروه استاکیستی خارج از بریتانیا را با نام استاکیست‌های ملبورن در استرالیا تشکیل داد و پس از آن قرار بر این شد تا هر هنرمندی بتواند گروه خودش را با نام شهری که در آن زندگی می‌کند تشکیل دهد. این روند تاکنون ادامه داشته‌است و تا سال ۲۰۱۶، ۲۳۶ گروه در ۵۲ کشور شکل گرفته‌اند.

### اروپا
استاکیست‌های پراگ که در سال ۲۰۰۵ در چک تشکیل شد، یکی از فعال‌ترین گروه‌های استاکیسم است. دیگر استاکیست‌های اروپا شامل پیتر کلینت، آندریاس تورنبرگ و فرانک کریستوفر شرودر (آلمان)، اودیسیوس یاکوماکیس (یونان)، کلوت پر (بلژیک) و مایکل دیکینسون (ترکیه) می‌باشند.

### آسیا
عاصِم بَت اولین گروه استاکیست پاکستانی را با نام استاکیست‌های کراچی در سال ۲۰۰۵ در کراچی تشکیل داد. وی در اواخر سال ۲۰۰۹ تصمیم داشت استاکیست‌های کراچی را با اعضای جدید گسترش دهد ولی در ۱۵ ژانویه ۲۰۱۰ خودکشی کرد. در سال ۲۰۱۱ شهربانو حسین این گروه را دوباره فعال کرد.
استاکیست‌های تهران گروهی از نقاشان استاکیست، بازنوگرا و ضدضدهنر ایرانی است که در سال ۱۳۸۶ در تهران شکل گرفت و اکنون یک سردمدار بزرگ استاکیسم آسیا محسوب می‌شود. استاکیست‌های تهران در اردیبهشت ۱۳۸۹ نخستین نمایشگاه استاکیستی در ایران را با نام «استاکیست‌های تهران: در جستجوی قابلیت‌های نامحدود نقاشی فیگوراتیو» در نگارخانه میرمیران خانه هنرمندان ایران برپا کردند و دومین نمایشگاه آن‌ها «استاکیست‌های بین‌الملل: نقاشان از رده خارج» در آبان ۱۳۹۲ در نگارخانه دی برگزار شد که شامل نقاشی‌هایی از استاکیست‌های ایران، بریتانیا، ایالات متحده آمریکا، اسپانیا، آفریقای جنوبی، پاکستان و ترکیه بود. هرچند یکی از جنبه‌های اصلی جنبش استاکیسم این است که «استاکیست به خودش اجازه بیانِ بدون سانسور می‌دهد»، اما استاکیست‌های تهران در نمایشگاه‌های خود در ایران با سانسور مواجه می‌شوند و در ارائه آثارشان با محدودیت روبرو هستند. گروه استاکیست‌های تهران همچنین در چند نمایشگاه استاکیستی در اسپانیا، بریتانیا و لیتوانی شرکت داشته‌است.

### آفریقا
در سال ۲۰۰۱ استاکیست‌های آبیجان در ساحل عاج و در سال ۲۰۰۸ استاکیست‌های کیپ‌تاون در آفریقای جنوبی تشکیل شدند.

### اقیانوسیه
رگان تامانویی در اکتبر ۲۰۰۰ گروه استاکیست‌های ملبورن را در شهر ملبورن استرالیا تشکیل داد که چهارمین گروه استاکیسم و اولین گروه استاکیست خارج از بریتانیا بود. وی در ۲۷ اکتبر ۲۰۰۰ نمایشگاه جایزه ترنر واقعی را در نگارخانه دِد اِند در خانه خودش بر پا کرد، که هم‌زمان با چهار نمایشگاه هم‌نام دیگر در بریتانیا و آلمان، به عنوان اعتراض علیه جایزه ترنر نگارخانه تیت بود. گادفری بلو یکی دیگر از استاکیست‌های استرالیا می‌باشد که در نمایشگاه استاکیست‌های ویکتوریایی پانک نیز شرکت داشته‌است. همچنین مایک میهو در سال ۲۰۰۵ گروه استاکیست‌های کریستچرچ را در نیوزیلند تشکیل داد.

### آمریکا

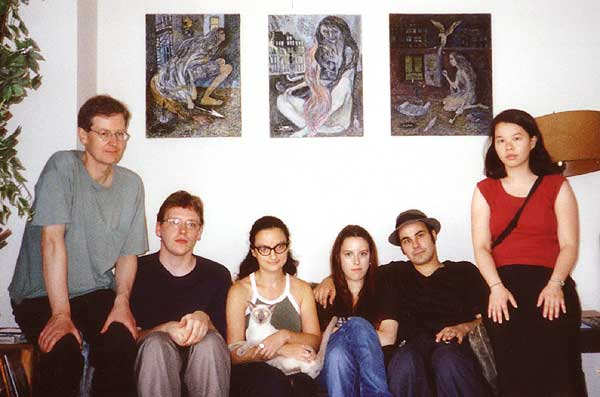
چارلز تامسون و استاکیست‌های ایالات متحده آمریکا، نیویورک (۲۰۰۱)

در سال ۲۰۰۰ سوزان کانستنس اولین گروه استاکیست ایالات متحده آمریکا را با نام استاکیست‌های پیتزبورگ تشکیل داد که دومین گروه استاکیست خارج از بریتانیا نیز بود. این اتفاق در هفته‌نامه پیتزبورگ این‌گونه انعکاس یافت: «کلمه جدید در هنر استاکیسم است. یک استاکیست زندگی، ذهن و روح خودش را بدون هیچ تظاهر و واسطه‌ای نقاشی می‌کند.» اکنون در سال ۲۰۱۱ در ایالات متحده آمریکا ۴۴ گروه استاکیست وجود دارد، و از جمله استاکیست‌های آمریکا می‌توان به جفری اسکات هالند، تونی جولیانو، فرانک کوزیک و تری مارکس اشاره کرد. همچنین ۴ گروه استاکیست در کانادا وجود دارند که از میان آن‌ها می‌توان به استاکیست‌های وایت راک در بریتیش کلمبیا اشاره کرد که توسط دیوید ویلسون تشکیل شده‌است.

## نگارخانه
استاکیست‌های بریتانیا

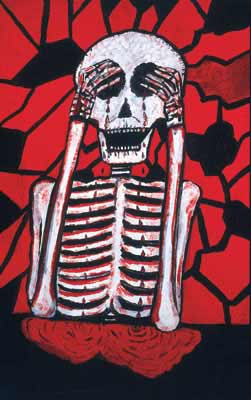
اضمحلال
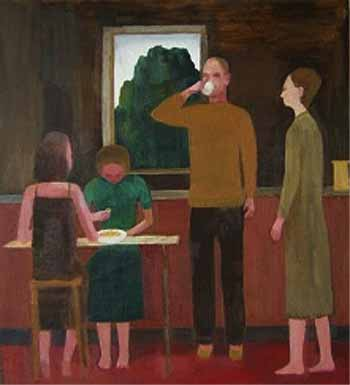
آشپزخانهٔ اِپسوم
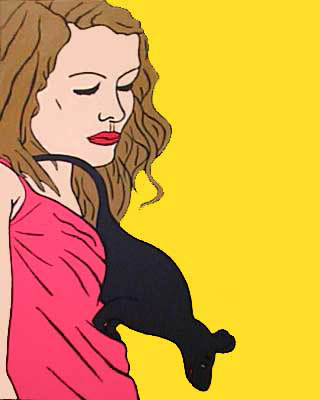
یک زن مجرد در لندن همیشه در کمتر از شش اینچی نزدیک‌ترین موش است
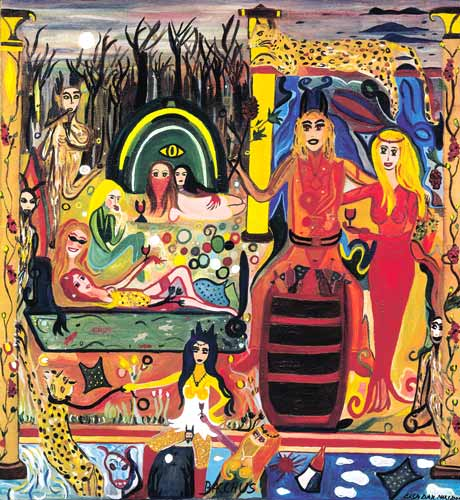
باکوس
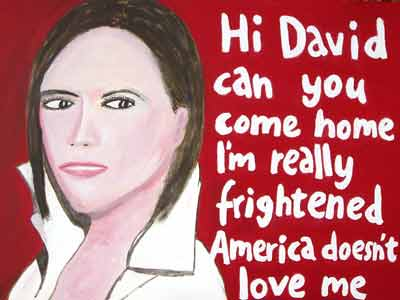
ویکتوریا بکهام: آمریکا من را دوست ندارد
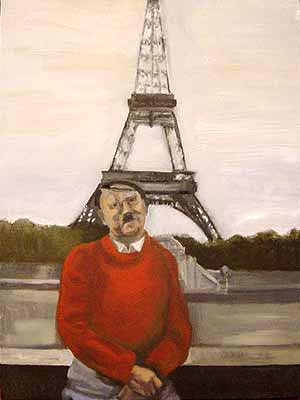
اگر می‌توانستیم جنون را برگردانیم ۱
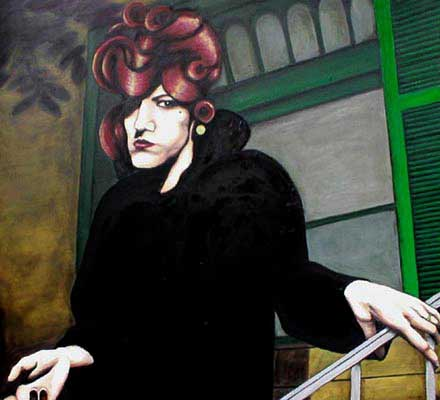
خداحافظ کُلُمبوس
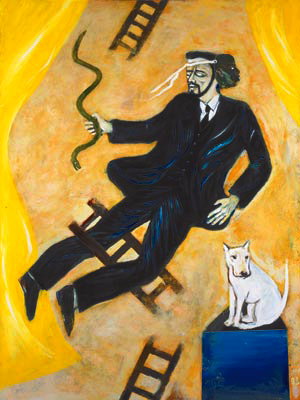
خندهٔ سگ‌های کوچک سفید
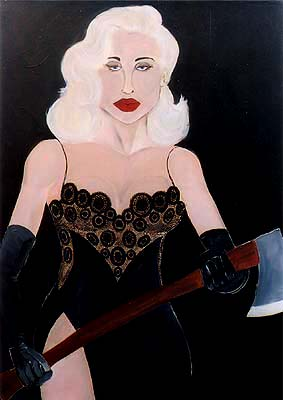
دایانا دورس با تبر
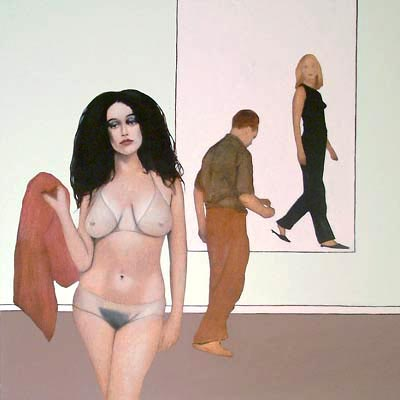
هنرمند و مدل
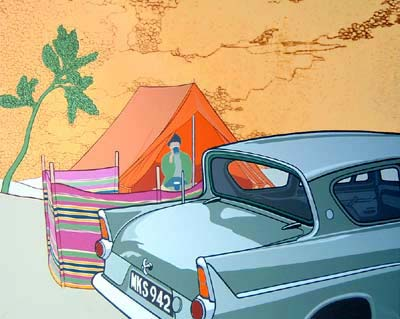
فورد اَنگلیا با چادر و درخت جیوتو

## نمایشگاه‌های گروهی
اسپانیا
- ‏۲۰۰۹ - استاکیست‌های کاتالونیا
- ‏۲۰۰۹ - استاکیست‌های کاتالونیا: جشن سالگرد استاکیستی ۲۰۰۹
- ‏۲۰۰۹ - خنثی‌سازی ضدهنر: تمام نقاشی‌هایی که تا به حال انجام دادیم

استرالیا
- ‏۲۰۰۰ - نمایشگاه جایزهٔ ترنر واقعی
- ‏۲۰۰۲ - استاک در جنوب

آلمان
- ‏۲۰۰۰ - استاکیسم در آلمان
- ‏۲۰۰۰ - استاک در فریبورگ
- ‏۲۰۰۰ - استاک در کلن
- ‏۲۰۰۴ - استاک در لونهاگن
- ‏۲۰۰۶ - اولین استاکیسم در هامبورگ
- ‏۲۰۰۶ - دومین استاکیسم در لونهاگن
- ‏۲۰۰۷ - سومین استاکیسم در مونیخ
- ‏۲۰۰۷ - سه‌گانهٔ استاکیسم در هامبورگ

ایالات متحده آمریکا
- ‏۲۰۰۱ - تور نمایشی

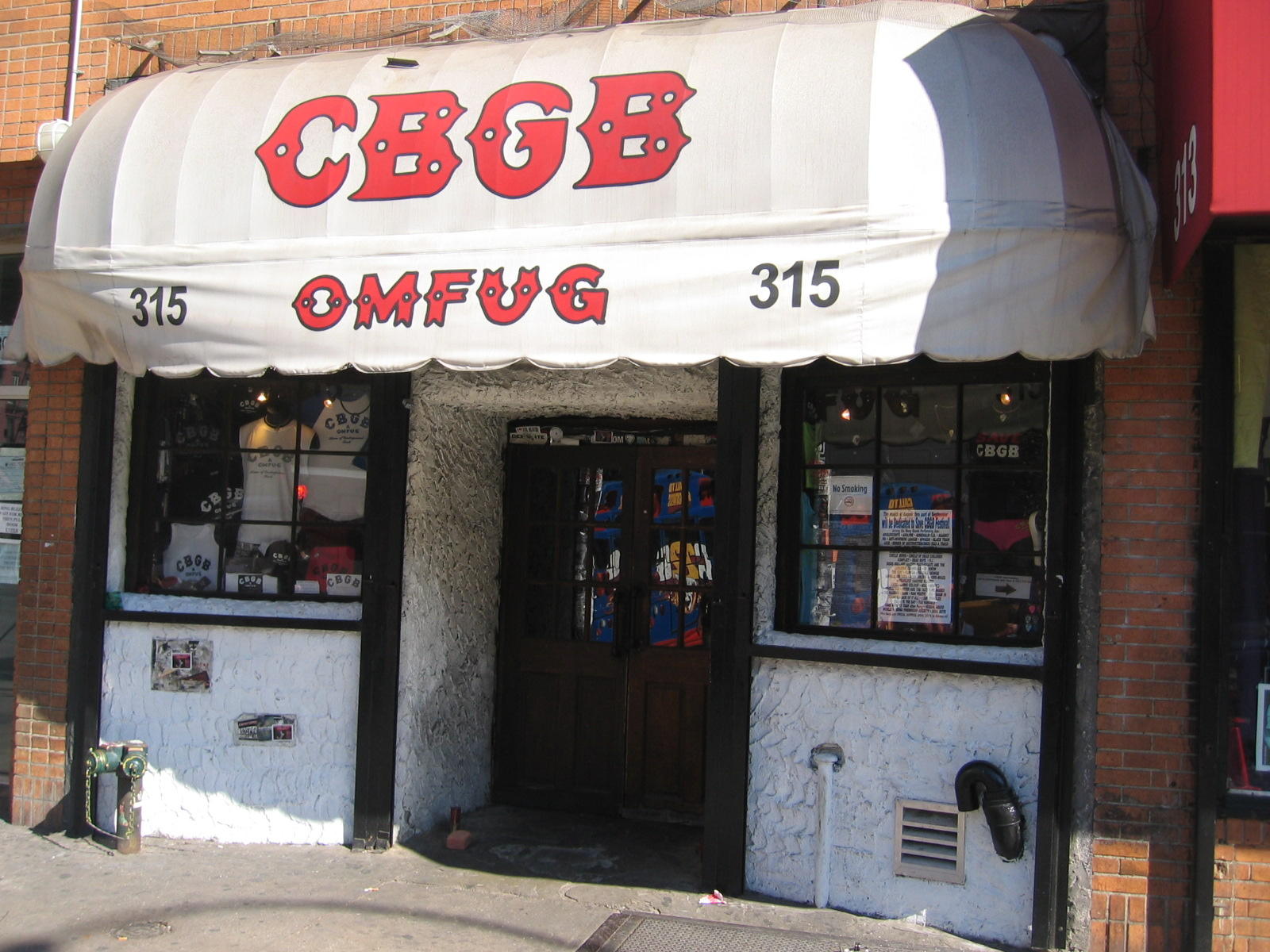
به سوی سایه‌ها و دوستی با سگ‌های وحشی: بازنوگرایی، نیویورک (۲۰۰۵)

- ‏۲۰۰۲ - نقاشی‌های استاکیستی در فرینج
- ‏۲۰۰۲ - ما فقط می‌خواهیم چند نقاشی به‌گارفته نشان دهیم
- ‏۲۰۰۳ - جنگ علیه بوش
- ‏۲۰۰۴ - استاکیست‌های ویکتوریایی پانک در توالت
- ‏۲۰۰۵ - به سوی سایه‌ها و دوستی با سگ‌های وحشی: بازنوگرایی
- ‏۲۰۰۹ - زندگی نو: اولین نمایشگاه استاکیست‌های میامی
- ‏۲۰۱۰ - استاک در فُرت لادِردِیل: استاکیست‌های میامی رنگ‌پاش دیوانهٔ مرتجع

ایران
- ‏۲۰۱۰ - استاکیست‌های تهران: در جستجوی قابلیت‌های نامحدود نقاشی فیگوراتیو (نگارخانه خانه هنرمندان ایران)[۱۳]
- ‏۲۰۱۳ - استاکیست‌های بین‌الملل: نقاشان از رده خارج (نگارخانه دی)[۲۱][۲۲]

بریتانیا
- ‏۱۹۹۹ - استاک! استاک! استاک!

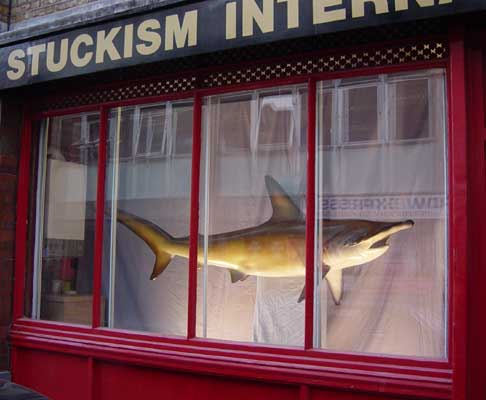
یک کوسهٔ مرده هنر نیست، نگارخانهٔ استاکیسم بین‌الملل، لندن (۲۰۰۳)

- ‏۲۰۰۰ - اولین نمایشگاه هنری قرن جدید
- ‏۲۰۰۰ - استفای سر نیکلاس سرتا
- ‏۲۰۰۰ - محصلان برای استاکیسم: یک نمایشگاه بازنوگرا و بحث
- ‏۲۰۰۰ - استاک!
- ‏۲۰۰۰ - نمایشگاه جایزهٔ ترنر واقعی
- ‏۲۰۰۱ - استاکیست‌ها: اولین گروه هنری بازنوگرا

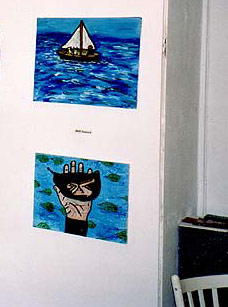
اولین نمایشگاه استاکیستی در پاریس، پاریس (۲۰۰۱)

- ‏۲۰۰۱ - اولین نمایشگاه استاکیست‌های آکسفورد
- ‏۲۰۰۱ - به استاکیست رای بدهید
- ‏۲۰۰۱ - استاک در ورثینگ
- ‏۲۰۰۲ - استاک در شمال!
- ‏۲۰۰۲ - من مدرک نقاشی نمی‌خواهم اگر معنایش این است که نقاشی نکنم
- ‏۲۰۰۲ - اولین استاکیست بین‌المللی
- ‏۲۰۰۳ - یک کوسهٔ مرده هنر نیست

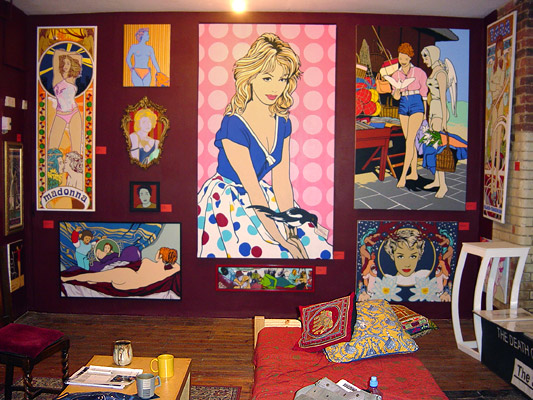
نمایشگاه تابستانی استاکیست‌ها، لندن (۲۰۰۳)

- ‏۲۰۰۳ - نمایشگاه تابستانی استاکیست‌ها
- ‏۲۰۰۳ - استاک در ورثینگ، دوباره
- ‏۲۰۰۳ - استاک در چهارشنبه
- ‏۲۰۰۳ - جنگ علیه بلر
- ‏۲۰۰۴ - فقط اعضا: گروه هنری در ژاپن و انگلستان معاصر
- ‏۲۰۰۴ - استاکیست‌های کلاسیک
- ‏۲۰۰۴ - استاکیست‌های ویکتوریایی پانک[۱]
- ‏۲۰۰۴ - «لکه‌های ننگ» یا «عیب‌جو»: استاکیست‌های ویکتوریایی پانک
- ‏۲۰۰۴ - استاک در حومه
- ‏۲۰۰۴ - استاکیست ویکتوریایی پانکِ سَبُک اگر زحمتت می‌شود به لیورپول بروی
- ‏۲۰۰۴ - مقدار بیشتری از بخش ولزی استاکیست‌های ویکتوریایی پانک
- ‏۲۰۰۵ - نقاشی وسیلهٔ دیروز است
- ‏۲۰۰۶ - زنده باد غرب
- ‏۲۰۰۷ - مارک دی و استاکیست‌ها علیه تریسی امین و دیمین هرست
- ‏۲۰۰۷ - تا زمانی‌که ما همسر یکدیگر هستیم با تو سکس نخواهم داشت
- ‏۲۰۰۸ - پادزهری برای جایزهٔ ترنر مخوف
- ‏۲۰۱۰ - دشمنان هنر
- ‏۲۰۱۰ - دلقک‌های استاکیست مشغول کثافت‌کاریشان
- ‏۲۰۱۱ - استاک روی دیوار: جوان و پیر[۲۳]
- ‏۲۰۱۱ - دشمنان هنر[۲۴]

بلژیک
- ‏۲۰۰۶ - شرکت یونایتد کالرز در بروکسل

چک
- ‏۲۰۰۷ - استاک در نیمهٔ نوامبر
- ‏۲۰۰۸ - ما بین رؤیا و واقعیت
- ‏۲۰۰۸ - استاک در نیمهٔ نوامبر ۲
- ‏۲۰۱۰ - منظره‌های خصوصی
- ‏۲۰۱۰ - استاک در نگارخانه ملی
- ‏۲۰۱۱ - استاکیست‌های پراگ

فرانسه
- ‏۲۰۰۱ - اولین نمایشگاه استاکیستی در پاریس
- ‏۲۰۰۵ - استاکیست‌های پاریس

یونان
- ‏۲۰۱۰ - در لباس گمنامی رمانتیک: اولین رویداد استاکیستی در یونان

## برای مطالعهٔ بیشتر
- الکس دنچف، «صد مانیفست: مانیفست‌های هنرمندان از فوتوریست‌ها تا استاکیست‌ها»، ترجمه مهدی امیرخانلو، نشر هنوز، شابک ‎۹۷۸۶۰۰۶۰۴۷۸۱۲.
- کَترین ایوَنس، «استاکیست‌ها» (The Stuckists)، ویکتوریا پرس، ۲۰۰۰، شابک ‎۰-۹۰۷۱۶۵-۲۷-۳.
- فرَنک میلنر، «استاکیست‌های ویکتوریایی پانک» (The Stuckists punk Victorian)، موزه‌های ملی لیورپول، ۲۰۰۴، شابک ‎۱-۹۰۲۷۰۰-۲۷-۹.
- رابرت جَناس، «استاکیسم بین‌الملل: دههٔ استاکیست ۱۹۹۹–۲۰۰۹» (Stuckism International: The Stuckist Decade 1999 - 2009)، ویکتوریا پرس، ۲۰۰۹، شابک ‎۰-۹۰۷۱۶۵-۲۸-۱.
- چارلز تامسون، رابرت جَناس، ادوارد لوسی اسمیت، «دشمنان هنر: استاکسیت‌ها» (The Enemies of Art: The Stuckists)، ویکتوریا پرس، ۲۰۱۱، شابک ‎۰-۹۰۷۱۶۵-۳۱-۱.